# Revolution Chemnitz
Revolution Chemnitz ist die Eigenbezeichnung einer rechtsterroristischen Gruppe aus dem Raum Chemnitz. Die Gruppe attackierte am 14. September 2018 in Chemnitz Menschen mit Migrationshintergrund. Die acht männlichen Mitglieder der Gruppe befanden sich bis zum Urteilsspruch in Untersuchungshaft. Am 24. März 2020 erging das Urteil durch das Oberlandesgericht Dresden: Die Mitglieder wurden wegen Mitgliedschaft in einer terroristischen Vereinigung und teilweise Landfriedensbruchs zu mehrjährigen Haftstrafen verurteilt.

## Chronologie

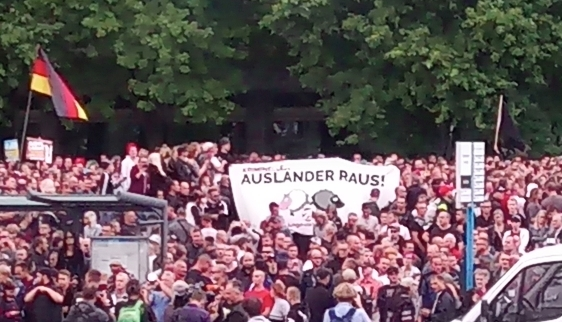
Ausländer-raus-Demonstration am 27. August 2018 in Chemnitz

Der Ablauf der Ereignisse ist noch Gegenstand der Untersuchungen und stellt sich nach bisherigen Ermittlungen wie folgt dar:
- 10. September 2018: Christian K., ein 31-jähriger Elektriker und mutmaßlicher Anführer der Gruppe, gründete im Messengerdienst Telegram eine Chatgruppe mit dem Namen „Revolution Chemnitz“. Nach Erkenntnissen der Bundesanwaltschaft rekrutierten sich die Mitglieder aus der Hooligan-, Skinhead- und Neonazi-Szene im Raum Chemnitz. K. soll in der Gruppe gefordert haben, die „Geschichte Deutschlands zu verändern“. Der Nationalsozialistische Untergrund (NSU) soll in der Chatgruppe als „Kindergartenvorschulgruppe“ bezeichnet worden sein.[4][5]
Schon seit Herbst 2013 waren die Mitglieder der Gruppierung im Netz aktiv. So hätten sie auf Facebook vor dem „Volkstod“ gewarnt und Flüchtlinge und Ausländer als „Maden“ und „Terroristen“ beschimpft.[6] Mehrere der später Beschuldigten sollen an der von AfD, Pegida und Pro Chemnitz angeführten Demonstration am 1. September 2018 teilgenommen haben.
- 14. September 2018: Mitglieder der Gruppierung, darunter Christian K., führten einen „Probelauf“ als Auftakt für die von ihnen propagierte „Systemwende“ durch.[7] Dabei sollen sie als „Bürgerwehr“ aufgetreten sein und zunächst versucht haben, die Ausweise mehrerer Menschen zu kontrollieren, die auf der Schloßteichinsel in Chemnitz Geburtstag feierten. Sie griffen schließlich eine andere Gruppe, die aus etwa 20 Ausländern und Deutschen bestand, mit Glasflaschen, Quarzhandschuhen und einem Elektroschocker an. Gemeinsam mit weiteren gewaltbereiten Rechtsextremisten sollen sie mehrere Personen attackiert und verletzt haben. Ein Mann pakistanischer Herkunft trug dabei eine Kopfverletzung davon.[8] Christian K. wurde an diesem Tag im Auftrag der Staatsanwaltschaft Chemnitz wegen besonders schweren Landfriedensbruchs festgenommen.[9]
- 21. September 2018: Der Generalbundesanwalt nahm an diesem Tag aufgrund der Chemnitzer Gewalttaten Ermittlungen wegen des Verdachts der Bildung einer kriminellen Vereinigung nach § 129 StGB auf und erkannte dabei Anhaltspunkte für „eine terroristische Zielsetzung“.[10] Die Ermittler gingen später davon aus, dass es sich bei den Taten vom 14. September um einen „Probelauf“ für ein von den Beschuldigten für den Tag der Deutschen Einheit am 3. Oktober 2018 geplantes, in seinen Einzelheiten aber noch nicht näher aufgeklärtes Geschehen handelte.[11]
- 1. Oktober 2018: Im Auftrag des Generalbundesanwalts wurden in Sachsen und Bayern insgesamt sechs Männer im Alter von 20 bis 30 Jahren unter dem Verdacht der Bildung einer rechtsterroristischen Vereinigung festgenommen. An dem Einsatz waren insgesamt über 100 Beamte der sächsischen Polizei beteiligt.[12] Zu den Verhafteten zählte auch Tom W., der bereits vor zehn Jahren vor Gericht stand – als Mitglied der verbotenen neonazistischen Gruppierung Sturm 34, die in Mittelsachsen mehrere Überfälle verübt hatte. Auf der Grundlage ihrer rechtsextremistischen Gesinnung zielten die Gruppenmitglieder laut den Ermittlern auf eine „revolutionäre Überwindung“ des demokratischen Staates. Zu den Anschlagszielen der Gruppe sollen laut FAZ sowohl Ausländer als auch Politiker, Journalisten und „Köpfe der Zivilgesellschaft, die sich für Demokratie, Freiheit und Rechtsstaat einsetzen“ gezählt haben. Die Mitglieder hatten sich dazu um die Beschaffung halbautomatischer Schusswaffen bemüht.[13][14]
- 4. Oktober 2018: Stephan J. Kramer, Präsident des Verfassungsschutzes von Thüringen, erklärte, er sehe Tendenzen eines neuen Rechtsterrorismus.[1]
- 24. Oktober 2018: Das Landesamt für Verfassungsschutz Sachsen warnte vor neuen Gewalttaten gegen Migranten und nannte in diesem Kontext auch die Verhafteten der „Revolution Chemnitz“.
- Am 25. Juni 2019 erhob die Bundesanwaltschaft in Karlsruhe Anklage gegen acht Mitglieder der „Revolution Chemnitz“.[7]
- Der erste Verhandlungstag des Strafverfahrens gegen acht angeklagte Männer war am 30. September 2019 am Oberlandesgericht Dresden.[15] Er fand vor dem Staatsschutzsenat im Hochsicherheitstrakt des Oberlandesgerichtes statt.[16]

## Mögliche Ursachen
Laut dem Politikwissenschaftler Hajo Funke, der als Experte für Rechtsextremismus gilt, gibt es seit mehr als 20 Jahren „ein terroraffines Netzwerk“ in Chemnitz: „Das war der Grund, warum die drei bislang bekannten Täter des ‚Nationalsozialistischen Untergrunds‘, Uwe Mundlos, Uwe Böhnhardt und Beate Zschäpe zuerst einmal nach Chemnitz gingen, als sie untertauchten. Dort waren sie unter Ihresgleichen. Dieses Netzwerk, das nur hier und da ein bisschen geschwächt wurde, so beim Verbot der sogenannten ‚Nationalen Sozialisten Chemnitz‘, gibt es bis heute.“ In Chemnitz habe sich im Rahmen der Ausschreitungen von Ende August, Anfang September 2018 eine Verbündung des völkisch-nationalen Flügels der AfD mit rechtsextremen Vorfeldorganisationen, Hooligans und Neonazis ergeben. Die rechte Szene fühle sich durch die Entfesselung der Ressentiments ermutigt.
Bereits am 27. August 2018 hatte die AfD-Fraktion Hochtaunuskreis über den „Beginn einer Revolution“ gepostet: „Bei uns bekannten Revolutionen wurden irgendwann die Funkhäuser sowie die Presseverlage gestürmt und die Mitarbeiter auf die Straße gezerrt“.

## Gefährdungspotential
Sachsens Innenminister Roland Wöller (CDU) bezeichnete die Verhaftungen als „entscheidenden Schlag gegen Rechtsextremismus und Rechtsterrorismus“. Es sei ein klares Zeichen gesetzt worden, solche Strukturen frühzeitig zu erkennen und zu zerschlagen. Auch die Linkspartei lobte das Durchgreifen der Ermittler, forderte jedoch eine noch härtere Gangart bei der Bekämpfung des Rechtsextremismus. Der Verfassungsschutzpräsident von Thüringen Kramer teilte dem RedaktionsNetzwerk Deutschland (RND) mit, alle Zutaten und Voraussetzungen für Rechtsterrorismus seien erkennbar.
Irene Mihalic, Politikerin der Grünen, ebenfalls zitiert vom RND: „Die extreme Rechte organisiert und vernetzt sich bundesweit auf allen Ebenen und sie scheint über einen veritablen gewaltorientierten Arm zu verfügen.“

## Rolle des Verfassungsschutzes Sachsen
Bei den Ermittlungen der Bundesanwaltschaft und dem folgenden Prozess gegen Mitglieder der Gruppe, wurde auch die Rolle des Landesamtes für Verfassungsschutz Sachsen thematisiert. Die Behörde hatte scheinbar keine Ahnung von den Plänen von „Revolution Chemnitz“, obwohl ihm der mutmaßliche Anführer Christian K. als Rechtsextremist bekannt war.
2005 hatten sich Verwandte von Christian K. beim Verfassungsschutz gemeldet aus Sorge um den damals 17-Jährigen Mann, der in rechtsextremistischen Strukturen verwickelt sei. Christian K. zog 2006 nach Hessen. Dabei hatte der Sächsische Verfassungsschutz über das Jobcenter entsprechende Sozialleistungen für ihn veranlasst, offenbar, damit er sich aus der Szene lösen könne. K. kehrte jedoch nach wenigen Wochen zurück nach Sachsen und gab an, er hab sich von der rechtsextremistischen Szene gelöst, sagt der Verfassungsschutzchef Gordian Meyer-Plath bei der späteren Verhandlung. Christian K. wurde in den Jahren danach wegen Raubs, Betrugs, Volksverhetzung und Verwendens von Kennzeichen verfassungswidriger Organisationen mehrmals verurteilt. Aus der Haft bot sich Christian K. dem Verfassungsschutz Sachsen als V-Mann an. In seinem zweiseitigen Bewerbungsschreiben verwies er auf seine Expertise zu rechtsextremen Strukturen: er könne mit Details über die verbotenen Nationalen Sozialisten Chemnitz (NSC), die verbotene Vereinigung „Sturm 34“ und über die Hooligan-Gruppierung HooNaRa (Hooligans Nazis Rassisten) um den Chemnitzer FC dienen. Meyer-Plath und seine Kollegen entschieden sich jedoch gegen eine Zusammenarbeit, da K. sich als „sehr unzuverlässig“ erwiesen und nur mit nicht mehr aktuellen Informationen habe dienen können. K.s Familie drängte erneut auf ein Aussteigerprogramm für ihn. Dazu und zu einem möglichen Erfolg hätte der Verfassungsschutz aber keine Erkenntnisse gehabt, da hier das Innenministerium zuständig sei, sagte Meyer-Plath im März 2020. Ab 2017 hatte der Verfassungsschutz Christian K. über Polizeimeldungen im Verdacht, Initiator der Facebook-Seite „Revolution Chemnitz ANW“ (Alternativer Nationaler Widerstand) zu sein.

## Presseecho
Alle wichtigen überregionalen Medien des deutschsprachigen Raumes berichteten. Insbesondere das Fernsehmagazin Monitor, Spiegel, Zeit, FAZ und Süddeutsche widmeten sich ausführlich diesem Thema. Auch das fremdsprachige Ausland nahm von den Vorfällen in Chemnitz Kenntnis, beispielsweise BBC, New York Times, Libération oder The Times of Israel. Selbst in China wurde die Gefährdung der öffentlichen Sicherheit in Deutschland durch Rechtsextremisten rezipiert.
In der Presse wurden historische Bezüge zum Oktoberfestattentat vom 26. September 1980 gezogen, zur Mordserie des NSU sowie zu den Gruppierungen OSS und Bürgerwehr Freital, beide ebenfalls in Sachsen tätig und beide behördlich verboten. In den Kommentaren wurde die Arbeit der Ermittlungsbehörden zum Teil positiv bewertet, weil die Verhaftungen rechtzeitig vor einem möglichen Anschlag erfolgten, andererseits wurden Politik, Justiz und Polizei auch heftig dafür kritisiert, dass nicht im Vorfeld entsprechende präventive Tätigkeit erfolgte. Funke: „Eine neonazistische Szene gibt es vor allem dort, wo Rechtsstaat, Politik und Öffentlichkeit nicht entschieden dagegenhalten.“ In Sachsen habe man das Problem lange Zeit geleugnet. Der Kolumnist Henryk M. Broder hatte bereits im Vorfeld den sächsischen Ministerpräsidenten in diesem Kontext als „sprachlosen Schwätzer“ bezeichnet.
Bei einem Bürgerdialog in Dresden am 1. Oktober 2018 räumte Michael Kretschmer (CDU) ein, sein Bundesland sei im Kampf gegen Rechtsextremismus nicht dort, „wo wir hinwollten.“

## Prozess
Am 24. März 2020 verurteilte das Oberlandesgericht Dresden die acht Angeklagten unter anderem wegen der Mitgliedschaft in einer terroristischen Vereinigung zu Freiheitsstrafen zwischen zwei Jahren und drei Monaten bis zu fünfeinhalb Jahren. Christian K. wurde außerdem als Gründer und Rädelsführer dieser Vereinigung verurteilt. Die Fünf, die am 14. September 2018 am sogenannten „Probelauf“ teilnahmen, wurden zudem wegen Landfriedensbruchs und einer wegen vorsätzlicher Körperverletzung verurteilt. Die Richter zogen im Prozess wiederholt den Vergleich zu der 2016 ausgehobenen „Gruppe Freital“.
Das Gericht sah es als erwiesen an, dass sich „die Männer […] zu der rechtsterroristischen Vereinigung „Revolution Chemnitz“ formierten, deren Ziel es war, Schusswaffen zu beschaffen, um unter Inkaufnahme der Tötung von Menschen einen Umsturz der demokratischen Ordnung in der Bundesrepublik Deutschland in Gang zu setzen.“
Der Prozess fand unter speziellen Sicherheitsvorkehrungen in einem gesonderten Saal des Oberlandesgerichts statt. Dieser war zuvor für den Prozess gegen die rechtsextreme Terrororganisation „Gruppe Freital“ eingerichtet worden. Der Prozess war trotz der COVID-19-Pandemie in Deutschland fortgesetzt und zum Abschluss gebracht worden.
Am 20. Mai 2021 verwarf der Bundesgerichtshof die Anfechtung der Urteile des Oberlandesgerichts Dresden gegen die letzten beiden von acht Mitgliedern der „Revolution Chemnitz“, so dass auch diese Urteile rechtskräftig wurden.